# Прапор Калгарі
Офіційний прапор Калгарі містить ковбойський капелюх та літеру "С" на червоному полі з білими смужками у верхній і нижній частині поля. Прапор було обрано у 1983 році в результаті конкурсу. Дизайн було створено Гвін Кларк та Івонною Фріц, яка є колишньою членкинею Законодавчих зборів Альберти.
Попередній дизайн прапора містив біле поле з червоною вертикальною смугою на лівій третині. У межах червоної смуги знаходився герб міста. На білій частині прапора знаходився надпис "Калгарі", а вище та нижче тексту було кленове листя прапора Канади.

## Дизайн та символіка

### Перший прапор
На першому прапорі міста Калгарі відображалось біле поле з червоною вертикальною смугою, що охоплює крайню ліву третину прапора. 
У червоній смузі знаходилась чорна буква "С", що охоплювала окружність вертикально зміщеної версії герба міста, причому ліва половина білого кольору на чорному на червоному тлі, а права - чорна прямо на білому. Буква «С» була в половину висоти прапора. Праворуч від смуги розташовано напис "Калгарі" великими літерами та чорним шрифтом без засічок . Вище та нижче тексту знаходились кленові листи, подібні до таких, як на державному прапорі Канади. 

### Другий прапор
Червоне тло символізує уніформу північно-західної кінної поліції . Червоно-біла кольорова гама прапора символізує гостинність та відвагу. Висота білих смуг становить 3/32 висоти прапора. Велике "С" становить 11/16 висоти прапора і символізує сторіччя міста, характер, культуру, шарм та гармонію між містом та його громадянами. Довкола "C" знаходиться невелике зовнішнє кільце. Білий ковбойський капелюх Калгарі, розташований у проміжку літери "C", символізує історію родео в Калгарі. Він був навмисно розміщений усередині "С", щоб символізувати людей, що живуть у цьому місті. 
Через кольорову схему та використання ковбойського капелюха прапор жартома порівнювали з логотипом американської мережі ресторанів швидкого харчування Arby's.  

## Історія
Комітет Століття Виникнення (англ. Centennial of Incorporation Committee) разом з міською радою організував конкурс на прапор міста. Переможцями стали Гвін Кларк та Івонн Фріц. Пізніше Фріц буде обрана до Законодавчих зборів Альберти в районі Калгарі-Крос. Вважається, що перший дизайн прослужив до 3 жовтня 1983 р., коли його замінив другий, що переміг на конкурсі.

## Використання

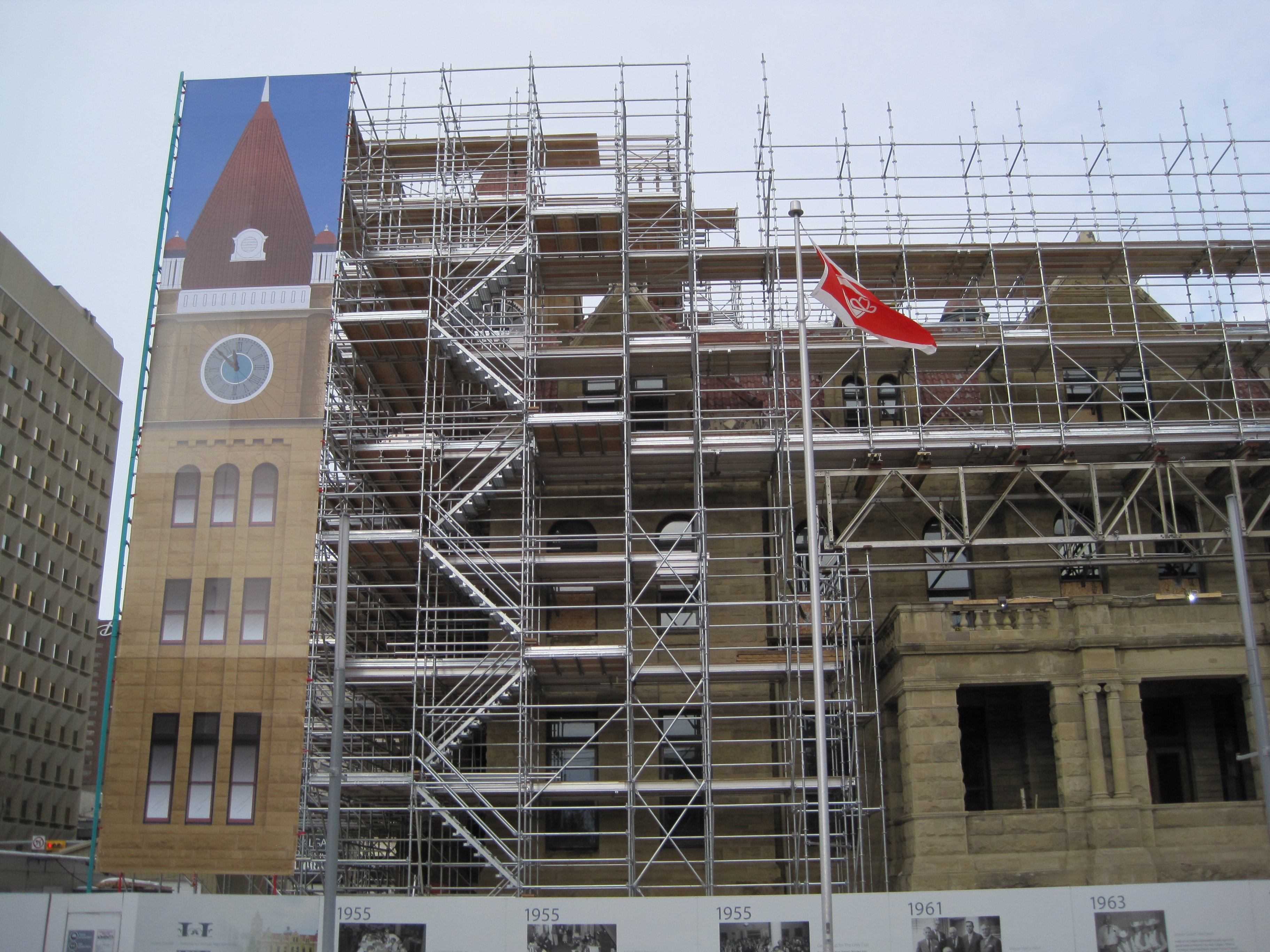
Прапор, що майорить біля міської ратуші Калгарі

Прапор розвішано біля ратуші Калгарі та розвішано у залі міської ради Калгарі, хоча загалом прапор присутній по всьому місту. 